# Kees Bakker (zoöloog)
Kees Bakker (Winterswijk, 28 april 1931 - Warmond, 3 november 2010) was een Nederlands wetenschapper en onderzoeker op het gebied van ecologie en gedrag van insecten. Hij staat vooral bekend om zijn werk op het gebied van competitie om voedsel onder larven van de fruitvlieg Drosophila melanogaster.

## Biografie
Bakker werd geboren op 28 april 1931 in Winterswijk. Hij groeide op in een gezin dat affiniteit had tot de natuur. Hij had van jongs af aan interesse in biologie en ecologie. Na zijn middelbare school studeerde hij biologie aan de Universiteit van Amsterdam.
In 1961 behaalde Bakker zijn doctoraat met het proefschrift getiteld An Analysis of Factors Which Determine Success in Competition for Food Among Larvae of Drosophila melanogaster. Dit proefschrift wordt beschouwd als een belangrijke bijdrage aan de kennis van concurrentieprocessen binnen populaties van fruitvliegen. Na zijn promotie werkte Bakker van 1970 tot 1991 als universitair docent aan de Universiteit Leiden en voerde hij uitgebreid veldwerk uit, waarbij hij de ecologie en het gedrag van verschillende insectensoorten bestudeerde. Hij publiceerde diverse wetenschappelijke artikelen en boeken over zijn onderzoek, waardoor hij bekend raakte binnen de academische wereld.
Bakker overleed op 3 november 2010 in Warmond.

## Wetenschappelijke bijdragen
Het werk van Bakker concentreerde zich voornamelijk op het begrijpen van concurrentieprocessen binnen insectenpopulaties, met name die van de Drosophila melanogaster. In zijn proefschrift uit 1961, An Analysis of Factors Which Determine Success in Competition for Food Among Larvae of Drosophila melanogaster, onderzocht hij de factoren die het succes van larven beïnvloeden bij het verwerven van voedselbronnen en de effecten van competitie op hun groei en overleving. Zijn onderzoek legde de basis voor verdere studies op dit gebied.

## Prijzen en onderscheidingen
- Onderscheiding van de Koninklijke Nederlandse Akademie van Wetenschappen (1982)[1]
- Onderscheiding van de Koninklijke Nederlandse Maatschappij voor Wetenschappen en Geesteswetenschappen
- Honorary Fellow van de British Ecological Society
- Onderscheiding van de Vereniging van Nederlandse Geologen

Daarnaast wordt K.Bakker gebruikt om Bakker in publicaties en wetenschappelijke artikelen aan te duiden als autoriteit op het gebied van de taxonomie van planten.